# Esseńczycy

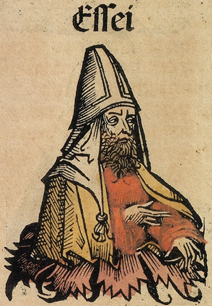
Portret Esseńczyka (ilustracja z Kroniki norymberskiej), 1493.

Esseńczycy (essenizm) – jedno z żydowskich stronnictw religijnych (obok faryzeuszy, saduceuszy i  zelotów), a w szerszym rozumieniu ruch religijno-społeczny, działający w drugiej połowie tzw. okresu Drugiej Świątyni (ok. 515 r. p.n.e. – 70 r. n.e.), czyli w latach ok. 152 p.n.e. – 70 n.e.
Nie jest znana etymologia nazwy 'esseńczycy'. Bezpośrednio określenie to pochodzi z języka greckiego: essenoi (albo essaioi), co jest najprawdopodobniej odpowiednikiem aramejskich rzeczowników: hasen i hasayya, które odpowiednio oznaczają „milczący” i „pobożni” (por. chasydyzm antyczny), albo według innych badaczy: aseya (lub asayya – hassaya) – „uzdrowiciele”.

## Źródła

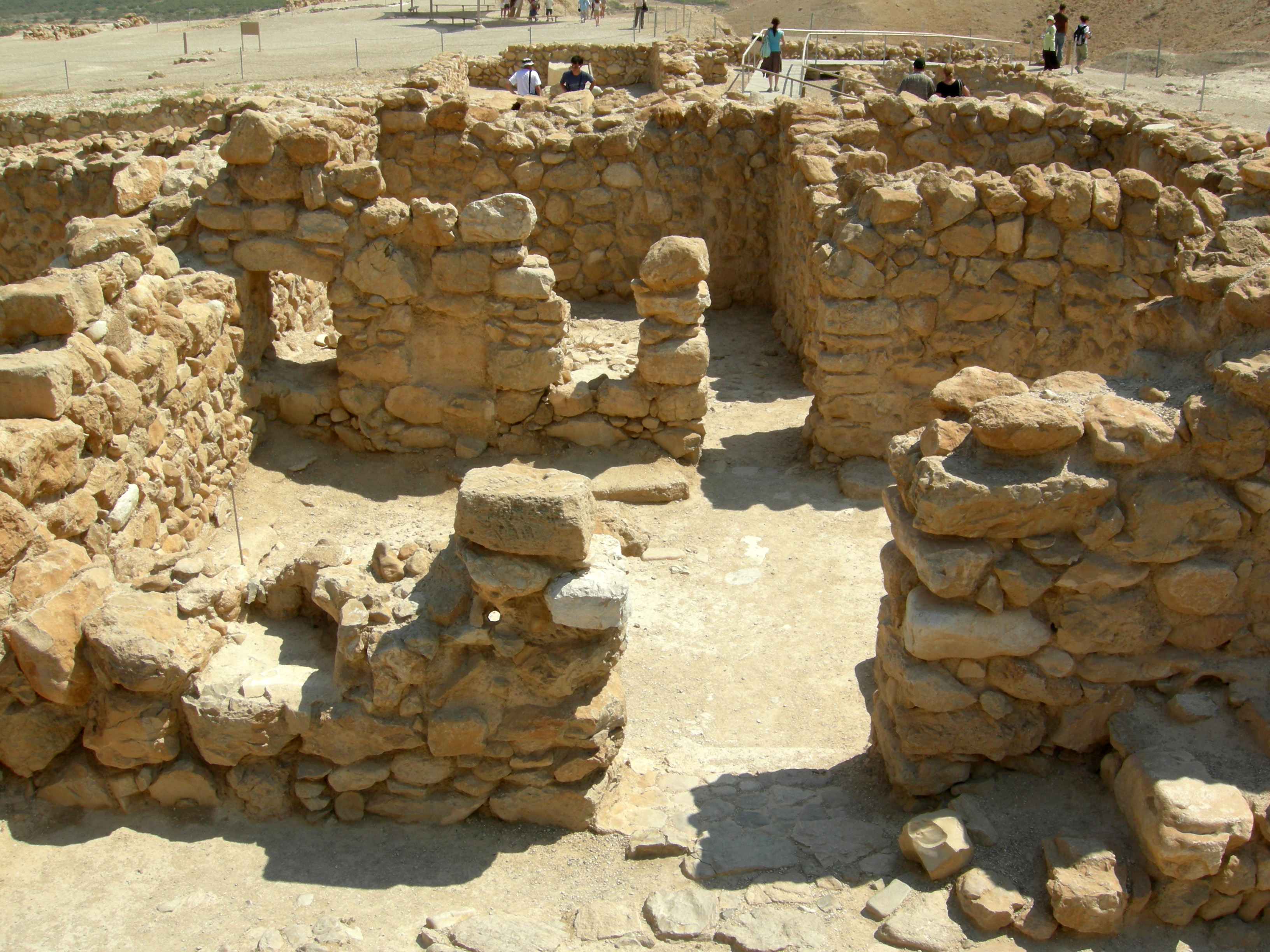
Kumran

Do roku 1947 (tj. do odkryć w Kumran i okolicach) zasadnicze informacje o esseńczykach pochodziły od trzech autorów antycznych: Józefa Flawiusza, Filona Aleksandryjskiego i Pliniusza Starszego.
Od roku 1947, kiedy to w Kumran i okolicznych grotach zaczęto odkrywać rękopisy z okresu od poł. II w. p.n.e. do 68 r. n.e., istnieje znacznie szerszy materiał porównawczy dotyczący esseńczyków. Odkryte pisma nie wyjaśniły do końca problematyki początków ruchu esseńskiego ani charakteru wspólnoty kumrańskiej, która niekoniecznie musiała być tożsama z esseńczykami.
O esseńczykach wspominali również późniejsi pisarze antyczni, zwłaszcza związani z historiografią chrześcijańską (m.in. Jan Chryzostom i Euzebiusz z Cezarei).

## Historia
Początki ruchu esseńskiego nie są uchwytne. Zazwyczaj wiąże się je z powstaniem Machabeuszy przeciw Antiochowi IV Epifanesowi. Wtedy to, według jednej z teorii, część pobożnych Żydów poparła przywódców powstania, a później będąc zawiedzionymi postawą Machabeuszy odwróciła się od nich całkowicie, tworząc nowy odłam w łonie judaizmu. Według innej teorii na wieść o sukcesie powstania część Żydów babilońskich powróciła do Judei, ale rozczarowana Żydami judejskimi, którzy nie dochowali tradycji, odwróciła się od nich, odchodząc na pustynię do Kumran jako esseńczycy.
Najprawdopodobniej widoczne wyodrębnienie się esseńczyków z kultu świątynnego nastąpiło po r. 152 p.n.e., kiedy to stanowisko arcykapłana objął Jonatan Machabeusz (być może wydarzenie to było jedną z głównych przyczyn wyodrębnienia się esseńczyków). Wynika to z informacji Józefa Flawiusza, który w kontekście związanym z Machabeuszami (Hasmoneuszami) po raz pierwszy wspomina o stronnictwach religijnych, co oznacza, że wtedy esseńczycy de facto istnieli już jako wyraźnie wyodrębniona i ukonstytuowana grupa religijna różniąca się od faryzeuszy i saduceuszy interpretacją Prawa.
Według dokumentów znalezionych w Kumran, założycielem wspólnoty tam żyjącej (a prawdopodobnie był to jeden z odłamów esseńczyków) miał być tak zwany Nauczyciel Sprawiedliwości, którego uczeni nie potrafią jednoznacznie zidentyfikować.
Działalność esseńczyków nie wykracza poza 68 (ewentualnie 70) r. n.e., czyli do czasów powstania antyrzymskiego w Judei, gdyż po tej dacie nie znajduje się żadnych śladów dotyczących tego ugrupowania.

## Charakterystyka i poglądy
W świetle dostępnych źródeł wiadomo, że esseńczycy:
- unikali kontaktów ze Świątynią, czym zasadniczo różnili się od saduceuszy, a także od faryzeuszy (według Józefa Flawiusza nie było to zerwanie całkowite, gdyż składali ofiary przez pośredników unikając tylko bezpośredniego kontaktu);
- żyli w wyodrębnionych zamkniętych społecznościach, które cechowała wspólnota dóbr materialnych;
- praktykowali celibat (chociaż Józef Flawiusz mówi o odłamie esseńczyków, którzy się żenili);
- ściśle przestrzegali czystości rytualnej, szabatu i byli bardzo przywiązani do praktyk modlitewnych;
- mieli strukturę hierarchiczną i cechowało ich ścisłe podporządkowanie się przełożonym;
- posługiwali się swoim kalendarzem, który odróżniał ich od głównego nurtu judaizmu (zob. 4Q321);
- zajmowali się studiowaniem i przepisywaniem świętych ksiąg.

Według powyższego esseńczycy jawią się jako grupa religijna praktykująca dość rygorystyczny sposób życia o charakterze monastycznym. Występujące różnice w podejściu esseńczyków do pewnych spraw (np. kwestia celibatu i małżeństwa, czy stosunek do Świątyni), wskazywałyby na to (z czym zgadza się większość uczonych), że przy ponad dwustuletniej działalności esseńczyków, ruch ten podlegał różnym zmianom i mogło dojść wśród nich do wielu podziałów na ugrupowania, które różniły się między sobą w podejściu do niektórych zagadnień.
Również zwoje z Qumran w zasadzie bardzo dobrze pasują do esseńczyków przedstawionych przez Pliniusza, Józefa i Filona, chociaż istnieją także pewne rozbieżności, które wskazywałyby raczej na zróżnicowanie w łonie samego essenizmu, niż istnienie odrębnej wspólnoty, a w Qumran mielibyśmy wtedy do czynienia z jakimś odłamem esseńczyków. Wskazywałaby na to również informacja pochodząca od Pliniusza, która lokalizowała esseńczyków w okolicach Morza Martwego. Niemniej jednak należy podkreślić, że identyfikacja wspólnoty z Qumran jako esseńczyków, czy nawet jako ich odłam, nie jest całkowicie pewna i niektórzy badacze się z nią nie zgadzają.